# Clionella subcontracta
Clionella subcontracta é uma espécie de gastrópode do gênero Clionella, pertencente a família Clavatulidae.